# Копейка, Александр Константинович
Александр Константинович Копейка (28 сентября 1946, Сталино — 24 ноября 2018, Владивосток) — российский радиожурналист и политический деятель, народный депутат России (1990—1993).

## Биография
Родился 28 сентября 1946 года в городе Донецк.
В 1968 году окончил Днепропетровский государственный университет, филологический факультет. Работал в городе Бердянск Запорожской области редактором, главным редактором на местном радио.
С 28 сентября 1974 года жил во Владивостоке, работал на радио: редактор, с 1975 года — старший редактор радиостанции «Тихий океан», в 1983—1984 годах — в пресс-службе Владивостокской базы тралового и рефрижераторного флота, с 1984 года — главный редактор информационного радиовещания, с 1987 года — главный редактор общественно-политического радиовещания.
В 1990—1993 годах — член Верховного Совета Российской Федерации, заместитель председателя Комитета Верховного Совета РФ по средствам массовой информации. Принимал участие в работе фракций и групп «Гласность», «Коалиция реформ».
В 1993—2000 годах — член Судебной палаты по информационным спорам при Президенте Российской Федерации, член экспертного совета Комитета по средствам массовой информации и связи Государственной Думы.
Умер 24 ноября 2018 года во Владивостоке.